# 梅本史郎
梅本 史郎（うめもと しろう、1953年7月4日 - ）は、日本の実業家。MBSメディアホールディングス取締役会長。

## 経歴・人物
京都府出身。1978年に京都大学法学部を卒業し、毎日放送に入社。東京支社テレビ編成制作センター専任部長、報道局長、常務、専務などを経て、2017年からMBSメディアホールディングス取締役に就任。2021年からMBSメディアホールディングス社長を務めている。2022年6月22日付で同取締役会長となり、後任には高山将行が代表取締役社長を務めている。
RKB毎日ホールディングス社外取締役、毎日新聞グループホールディングス社外取締役、大阪日仏協会会長、安藤スポーツ・食文化振興財団評議員などを歴任した。